# Sakizaya (langue)
Cet article concerne la langue sakizaya. Pour le peuple sakizaya, voir Sakizaya.
Le sakizaya est une langue formosane étroitement apparentée à l'amis. Appartenant à la grande famille des langues austronésiennes, il est parlé par le peuple sakizaya, concentré sur la côte est de Taïwan. Depuis 2007, il est reconnu par le gouvernement taïwanais comme l'un des seize groupes autochtones distincts de l'île.

## Histoire
Après l'incident de Takobowan de 1878, le peuple Sakizaya se cache parmi les Amis Nataoran. Les chercheurs classent ainsi à tort la langue sakizaya comme un dialecte de la langue amis.
En 2002, le Centre d'études aborigènes de l'Université nationale Chengchi de Taïwan corrige cette erreur lors de la révision des manuels de langues autochtones. Cette année-là, la langue sakizaya est désignée à la fois comme sous-langue chilai et comme sous-langue amis. Toutes deux font partie de la famille des langues austronésiennes. Le 17 janvier 2007, la communauté sakizaya devient le treizième groupe ethnique autochtone distinct reconnu par le gouvernement taïwanais.
Au total, 985 personnes sont enregistrées comme Sakizaya. Elles vivent principalement dans les communautés de Takubuwan, Sakur, Maifor et Kaluluwan. Des milliers d'autres Sakizaya sont toujours enregistrés comme Amis, selon les classifications historiques. Environ la moitié des personnalités politiques Amis de Hualien, la plus grande ville de la région Amis, seraient d'origine sakizaya.

## Phonologie
Les tableaux présentent les voyelles et les consonnes du Sakizaya.

### Voyelles
|         | Antérieure | Centrale | Postérieure |
| ------- | ---------- | -------- | ----------- |
| Fermée  | i [i]      |          | u [u]       |
| Moyenne |            | ə [ə]    | o [ɔ]       |
| Ouverte |            | a [a]    |             |